# Liste der Bodendenkmäler in Randersacker
Auf dieser Seite sind die Bodendenkmäler in dem unterfränkischen Markt Randersacker zusammengestellt. Diese Tabelle ist eine Teilliste der Liste der Bodendenkmäler in Bayern. Grundlage ist die Bayerische Denkmalliste, die auf Basis des Bayerischen Denkmalschutzgesetzes vom 1. Oktober 1973 erstmals erstellt wurde und seither durch das Bayerische Landesamt für Denkmalpflege geführt wird. Die folgenden Angaben ersetzen nicht die rechtsverbindliche Auskunft der Denkmalschutzbehörde.

## Bodendenkmäler in Randersacker

### Bodendenkmäler in der Gemarkung Gerbrunn
| Lage                | Objekt                            | Akten-Nr.     | Bild |
| ------------------- | --------------------------------- | ------------- | ---- |
| Gerbrunn (Standort) | Siedlung der jüngeren Latènezeit. | D-6-6225-0141 |      |

### Bodendenkmäler in der Gemarkung Lindelbach
| Lage                  | Objekt | Akten-Nr.     | Bild |
| --------------------- | --- | ------------- | ---- |
| Lindelbach (Standort) | Siedlung der Linearbandkeramik, des Mittelneolithikums, der älteren Bronzezeit und der Latènezeit sowie möglicherweise Station des Mesolithikums.                                          | D-6-6226-0019 |      |
| Lindelbach (Standort) | Freilandstation des Mesolithikums, Siedlung der Linearbandkeramik und der jüngeren Latènezeit.                                                                                             | D-6-6226-0029 |      |
| Lindelbach (Standort) | Siedlung der Linearbandkeramik. | D-6-6226-0073 |      |
| Lindelbach (Standort) | Wüstung Lützelhof des 12.–14. Jahrhunderts. | D-6-6226-0075 |      |
| Lindelbach (Standort) | Siedlung der jüngeren Latènezeit. | D-6-6226-0170 |      |
| Lindelbach (Standort) | Verebnete Grabhügel vorgeschichtlicher Zeitstellung. | D-6-6226-0198 |      |
| Lindelbach (Standort) | Archäologische Befunde des Mittelalters und der frühen Neuzeit im Bereich des Ortskernes von Lindelbach.                                                                                   | D-6-6226-0264 |      |
| Lindelbach (Standort) | Archäologische Befunde im Bereich der ehemalige Dorfbefestigung in Lindelbach. | D-6-6226-0265 |      |
| Lindelbach (Standort) | Archäologische Befunde im Bereich der im Kern mittelalterlichen, in der frühen Neuzeit veränderten Evangelisch-Lutherischen Pfarrkirche von Lindelbach mit Körperbestattungen im Kirchhof. | D-6-6226-0266 |      |

### Bodendenkmäler in der Gemarkung Randersacker
| Lage                    | Objekt | Akten-Nr.     | Bild |
| ----------------------- | --- | ------------- | ---- |
| Randersacker (Standort) | Bestattungsplatz der Hallstattzeit wohl mit verebneten Grabhügeln.                                                                                             | D-6-6225-0139 |      |
| Randersacker (Standort) | Siedlung der Urnenfelderzeit und der Hallstattzeit. | D-6-6225-0140 |      |
| Randersacker (Standort) | Mittelalterliche oder neuzeitliche Körpergräber. | D-6-6225-0146 |      |
| Randersacker (Standort) | Siedlung vor- und frühgeschichtlicher Zeitstellung. | D-6-6225-0201 |      |
| Randersacker (Standort) | Archäologische Befunde im Bereich der mittelalterlichen und frühneuzeitlichen Katholischen Pfarrkirche St. Stephan von Randersacker mit ehemaligen Kirchgaden. | D-6-6225-0320 |      |
| Randersacker (Standort) | Archäologische Befunde im Bereich der mittelalterlichen profanierten Katholischen St. Thomaskapelle in Randersacker.                                           | D-6-6225-0321 |      |
| Randersacker (Standort) | Freilandstation des Paläolithikums. | D-6-6226-0179 |      |